# Almeida Prado
Almeida Prado (José Antonio Rezende de Almeida Prado, født 8. februar 1943 i Santos i Brasilien - død 21. november 2010 i Sao Paulo, Brasilien) var en brasiliansk komponist, pianist, lærer og professor.
Prado var regnet blandt nutidens betydningsfulde komponister i Brasilien.
Han studerede klaver og komposition privat hos blandt andre Camargo Guarnieri. Tog derefter til Europa for at studere komposition videre hos Olivier Messiaen og Nadia Boulanger i Paris og György Ligeti og Lukas Foss i Darmstadt.
Prado har skrevet tre symfonier, orkesterværker, klaverstykker, kammermusik, korværker, instrumentalværker, koncertværker etc.
Han vendte tilbage til Sao Paulo i 1974, og blev lærer og senere professor i komposition på Conservatorio Municipal de Cubatao og Unicamp Institute of the Arts.

## Udvalgte værker
- Symfoni nr. 1 "Unicamp" (1975) – for orkester
- Symfoni nr. 2 "Af Orixas" (1985) – for orkester
- "Apokalypse Symfoni" (nr. 3) (1987) – for solister, kor og orkester (komponeret i samarbejde med José De Paiva Netto)
- Klaverkoncert (1983) – for klaver og orkester
- Klaverstykker (1974-1989) - for klaver